# Panic DHH
Pour les articles homonymes, voir DHH.
Panic DHH est un groupe de rock industriel britannique. Formé en 2002 par Robbie Furze et Antti Uusimaki, le groupe se caractérise par un style punk rock et heavy metal, influencé par la musique industrielle, la musique expérimentale et l'electronica ; Panic DHH génère des sons organiques en utilisant la programmation d'instruments électroniques. La batterie est mixée avec des guitares et du bruit. Une structure et une formule non conventionnelles qui font le son unique de Panic DHH.

## Biographie
Robbie Furze est connu pour avoir été le guitariste de concerts de Alec Empire sur la tournée Intelligence and Sacrifice. Cette influence a semble-il été déterminante dans la création de Panic DHH. C'est en 2003 que Panic DHH sort leur premier opus sous forme d'EP de quatre titres et une vidéo. Ils sont signés sur un petit label anglais nommé Hatechannel Records. Ils réalisent l'année suivante un véritable album qui est la continuation de ce même EP. 
Ils signent au label Digital Hardcore Recordings, le label de Alec Empire. Cette même année, le groupe publie son premier album studio, Panic Drives Human Herds, également premier album du label Digital Hardcore Recordings, bien accueilli par l'ensemble de la presse spécialisée,,. Ils sont ensuite choisis par KMFDM afin d'assurer la première partie de leur tournée européenne en été 2004 sur une douzaine de dates, puis en octobre, novembre, et décembre 2005 toujours avec KMFDM pour la promotion de leur album Hau Ruck, sur plus d'une trentaine de venues à travers l'Europe.
En 2005, DHR met en vente en exclusivité sur leur boutique en ligne un maxi de Panic DHH contenant des remixes par Alec Empire, Ubu Noir et Zan Lyons. À la fin de 2005, Panic DHH annonce la préparation d'un nouvel album. Ce dernier ne sera semble-il pas signé sur DHR, comme l'évoque Sascha Konietzko de KMFDM dans une interview : « J'étais fan de ce qu'ils faisaient dès le tout début. Et il me semble qu'ils ne sont plus chez DHR …. » Le groupe sort en novembre 2006, un Electric Live Set sur le label canadien D-TRASH, disponible gratuitement et légalement en téléchargement. À cette même époque, le leader du groupe annonce sur Myspace l'arrivée imminente d'un nouvel album, prévu pour 2007. Ce dernier ne verra pas le jour. Finalement, Robbie met fin au groupe en se lançant dans une nouvelle aventure musicale d'un genre totalement opposée avec le groupe The Big Pink qu'il cofonde.

## Membres
- Robbie Furze - guitare, chant, programmation (2002–2006)
- Antti Uusimaki - instruments électroniques, programmation (2002–2006)
- Juliet Elliott - guitare (2002–2006)
- Adam Lewis - batterie (2002–2005)

## Discographie
- 2003 : Spreading the Virus (EP)
- 2004 : Panic Drives Human Herds
- 2005 : Reach (EP)
- 2006 : Electric Live Set (disponible gratuitement en téléchargement sur la page du label)